# Zdeňka Marková
Zdeňka Marková (* 22. června 1956 Nové Město na Moravě) je česká politička, v letech 2010 až 2018 předsedkyně SNK ED, v letech 2006 až 2010 starostka Nového Města na Moravě, členka SNK ED.

## Život
Působí jako ředitelka plavecké školy.

## Politické působení
V komunálních volbách v roce 1998 neúspěšně kandidovala jako nestraník za subjekt "NEZÁVISLÍ" do Zastupitelstva Nového města na Moravě. Vzhledem k tomu, že se ale někteří zastupitelé vzdali mandátu, stala se zastupitelkou v průběhu roku 1999 (v letech 1999 až 2000 byla místostarostkou). V komunálních volbách v roce 2002 uspěla jako členka SNK ED na kandidátce "Sdružení nezávislých" a následně byla zvolena i členkou rady města (v letech 2005 až 2006 zastávala funkci místostarostky). Mandát zastupitelky obhájila v komunálních volbách v roce 2006 na kandidátce subjektu "Sdružení nezávislých a SNK ED". V listopadu 2006 pak byla zvolena starostkou města. Tou byla do listopadu 2010, kdy sice obhájila mandát zastupitelky města v komunálních volbách v roce 2010 (kandidovala za subjekt "Sdružení nezávislých kandidátů a SNK ED"), ale její strana skončila v opozici. Ve volbách 2014 již nekandidovala.
V krajských volbách v roce 2000 neúspěšně kandidovala jako nestraník za „Sdružení nezávislých kandidátů“ do Zastupitelstva Kraje Vysočina, skončila na pozici druhého náhradníka. Protože ale postupně dva zastupitelé téže strany rezignovali, stala se v roce 2003 zastupitelkou Kraje Vysočina. Rovněž v krajských volbách v roce 2004, v nichž kandidovala za „SNK sdružení nezávislých“, neuspěla a skončila na pozici prvního náhradníka. Po rezignaci Jaroslava Kruntoráda se však v listopadu 2006 krajskou zastupitelkou stala. Do Zastupitelstva Kraje Vysočina kandidovala za SNK ED i v krajských volbách v roce 2008, ale strana se se ziskem 3,79 % hlasů do zastupitelstva nedostala. V krajských volbách v roce 2012 pak SNK ED a Nestraníci vytvořili kandidátku „Pro Vysočinu“, za niž kandidovala i Zdeňka Marková. Subjekt se do zastupitelstva dostal a ona sama skončila na místě pátého náhradníka.
Do vyšší politiky vstoupila, když byla v listopadu 2009 zvolena první místopředsedkyní SNK ED. Po rezignaci Markéty Reedové na post předsedkyně SNK ED v únoru 2010 stranu dočasně vedla. Řádnou předsedkyní strany byla zvolena na republikovém sněmu SNK ED v listopadu 2010. Funkci obhájila i na XI. Republikovém sněmu strany v dubnu 2015.
Ve volbách do Poslanecké sněmovny PČR v roce 2017 byla z pozice členky SNK ED lídryní kandidátky hnutí STAN v Kraji Vysočina, ale neuspěla. V listopadu 2018 opustila funkci předsedkyně SNK ED a stala se novou 1. místopředsedkyní strany.